# Поздеев, Сергей Владимирович
Серге́й Влади́мирович Позде́ев (9 августа 1979, Красноуральск) — российский сидячий волейболист, игрок екатеринбургского клуба «Родник» и российской национальной сборной, либеро. Бронзовый призёр летних Паралимпийских игр 2008 года в Пекине, призёр Кубка европейских чемпионов, Кубка мира, чемпионата Европы среди спортсменов с поражением опорно-двигательного аппарата, заслуженный мастер спорта России.

## Биография
Сергей Поздеев родился 9 августа 1979 года в городе Красноуральске Свердловской области, инвалидом является с самого детства, лишён обеих ног.
В 1996 году в возрасте шестнадцати лет приехал в Екатеринбург и присоединился к местной команде по волейболу сидя «Родник». Освоил амплуа пасующего игрока, стал хорошим либеро — проходил подготовку под руководством заслуженного тренера Виктора Семёновича Дьякова и старшего товарища по команде Сергея Якунина. В 2003 году в составе «Родника» впервые стал чемпионом России по волейболу сидя, впоследствии неоднократно повторял это достижение.
На чемпионате Европы 2007 года в Венгрии Поздеев выиграл награду серебряного достоинства, также добавил в послужной список серебряную награду, привезённую с Континентального Кубка мира. Благодаря череде удачных выступлений удостоился права защищать честь страны на летних Паралимпийских играх 2008 года в Пекине — российская команда со второго места вышла из группы А, уступив только сборной Боснии и Герцеговины, тогда как на стадии полуфиналов со счётом 0:3 проиграла сборной Ирана, ставшей в итоге победительницей соревнований. При этом в утешительной встрече за третье место россияне одержали победу над сборной Египта и завоевали тем самым бронзовые паралимпийские медали. За это выдающееся достижение в 2009 году Сергей Поздеев награждён медалью ордена «За заслуги перед Отечеством» II степени, удостоен почётного звания «Заслуженный мастер спорта России».
После успешной пекинской Олимпиады остался в основном составе команды России и продолжил принимать участие в крупнейших международных турнирах. Так, в 2011 году добавил в послужной список очередную серебряную медаль, выигранную на чемпионате Европы. Будучи одним из лидеров российской национальной сборной, благополучно прошёл отбор на Паралимпийские игры 2012 года в Лондоне — вновь добрался до полуфинальной стадии и снова со счётом 0:3 потерпел поражение от команды Ирана. В утешительной встрече за третье место россияне со счётом 3:2 были побеждены командой Германии и заняли, таким образом, четвёртое место на этом турнире.
Окончил екатеринбургское Училище олимпийского резерва № 1 по специальности «педагог физической культуры и спорта» и Уральский государственный университет физической культуры, где обучался на факультете спортивного менеджмента. С 2007 года является спортсменом-инструктором по волейболу в Специализированной детско-юношеской спортивной школе олимпийского резерва «Уралочка». В настоящее время выступает за команду МООО ВОИ.